# Agnese (personaggio)
(Alessandro Manzoni, I Promessi Sposi, Capitolo II)
Agnese Mondella è un personaggio immaginario presente ne I promessi sposi, romanzo di Alessandro Manzoni.
Agnese è la madre di Lucia Mondella. Il cognome di Agnese è quello del defunto marito, il suo anno di nascita non è mai stato rivelato ma la sua età è calcolabile in circa 50 anni da altri passi del romanzo.

## Descrizione
Agnese appare come una donna che dice di avere molta esperienza di vita: infatti offre preziosi consigli (dal suo punto di vista) anche a Renzo Tramaglino, promesso sposo della figlia, che tuttavia non si rivelano estremamente utili, come quello di fare un matrimonio "abusivo" nel sesto capitolo del romanzo. 

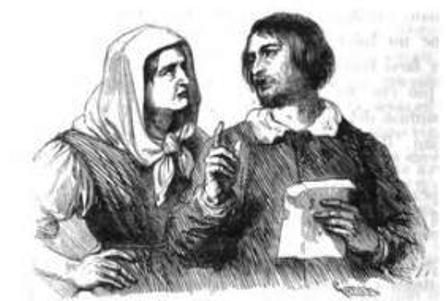
Agnese ordina ad Alessio di leggerle la lettera scritta da Renzo

In realtà, la vantata esperienza di Agnese si riduce per lo più alla meticolosa registrazione di chiacchiere e pettegolezzi del villaggio. È un po' la classica "comare" del paese, che sa tutto di tutti e si basa molto sulle credenze popolari.
Si dimostra subito come una donna molto forte, abituata a lavorare e pratica, che gestisce da sola la vita della filanda e la casa, dove abita con sua figlia Lucia, che ha cresciuto presumibilmente da sola, vista l'assenza di accenni al padre.
Non è una donna molto dotta: ad esempio, quando le viene riferito che fra' Cristoforo è stato trasferito a Rimini, mostra di non aver mai sentito parlare di tale città. I suoi atteggiamenti si basano molto su notizie attinte per sentito dire, da fonti anche di dubbia attendibilità (da qui, ad esempio, la sua conoscenza della possibilità di effettuare un matrimonio a sorpresa). Tuttavia non è ingenua o religiosissima, come invece si dimostra la figlia Lucia, poiché crede solo a ciò che può vedere e provare: infatti è una donna molto attiva e fiera, a cui non piace farsi prendere in giro o farsi mettere i piedi in testa, specialmente dagli uomini più ricchi e potenti di lei.
È molto diffidente nei confronti della religione e della Chiesa, cosa alquanto rara vista l'epoca, e visto il carattere completamente opposto della figlia Lucia.

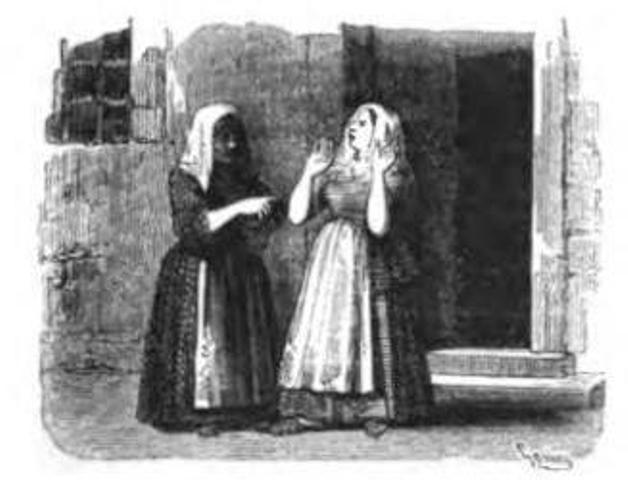
Agnese distrae Perpetua

Agnese non manca inoltre di una certa astuzia: ad esempio, è sua l'idea vincente di distrarre Perpetua nella notte del matrimonio a sorpresa, facendo leva sui complessi della serva derivati dalla sua condizione di nubile.